# Archibald Simpson

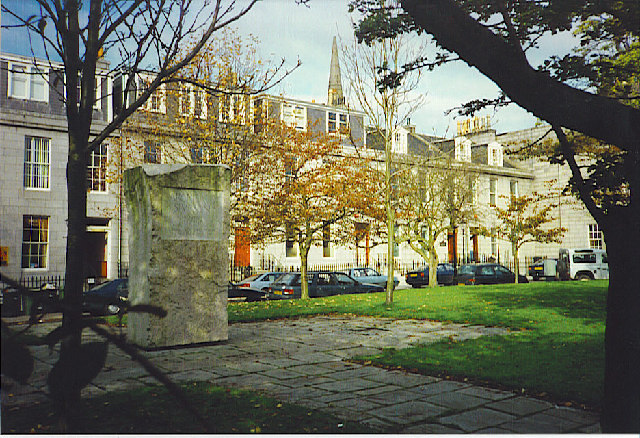
Denkmal für Archibald Simpson

Archibald Simpson (* 4. Mai 1790 in Aberdeen; † 1847) war ein schottischer Architekt. Er ist auf dem Friedhof der Kirk of St Nicholas in Aberdeen beigesetzt.
Simpson, als Sohn eines Tuchhändlers geboren, richtete im Jahre 1813 in Aberdeen ein Architekturbüro ein. Zusammen mit seinem Kollegen John Smith ist er für die Gestaltung der Granite City in Aberdeen verantwortlich. Darüber hinaus arbeitete er in verschiedenen anderen Städten Schottlands. So gestaltete er unter anderem die St Giles Church und das Elgin Institution for the support of Old Age and Education of Youth in Elgin sowie die Gordon Schools in Huntly.